# 米爾斯塔特鎮區 (伊利諾伊州聖克萊爾縣)
米爾斯塔特鎮區（英語：Millstadt Township）是位於美國伊利諾伊州聖克萊爾縣的一個行政鎮區。

## 地方資料
根據2010年美國人口普查的數據，米爾斯塔特鎮區的面積為123.60平方千米，當中陸地面積為120.90平方千米，而水域面積為2.70平方千米。當地共有人口6474人，而人口密度為每平方千米52.38人。